# Shaqua Spirit
Shaqua Spirit ist eine Rock/Pop-Coverband aus der Region Darmstadt-Dieburg im südlichen Hessen.

## Geschichte
Gegründet wurde Shaqua Spirit im Jahr 1999 durch fünf Schulfreunde der Albert-Einstein-Schule Groß-Bieberau, in Hessen. Zunächst schrieben die Musiker eigene Songs im Bereich Funk, Rock und Soul. Nach einigen Jahren und personellen Umbesetzungen, formte sich die Gruppe zu einer reinen Coverband.
Die Gruppe siegte beim Bandwettbewerb Hessischer Rock & Pop Preis im Jahr 2003 und erreichte beim darauffolgenden Bundesfinale des Deutschen Rock & Pop Preises den Publikumspreis. 
Im Jahr 2004 stand der Sänger Marcel Zocher in der Finalrunde von Stefan Raabs Castingshow SSDSGPS-Ein Lied für Istanbul („Stefan sucht den Super-Grand-Prix-Star“), aus der der Sänger Max Mutzke als Sieger hervorging. Ihre größten Erfolge feierte die Band in und um Darmstadt, wo sie seit 2006 regelmäßig auf Hessens größtem Musikfestival, dem Schlossgrabenfest auftreten. Die Stadt Darmstadt entsandte die Formation mehrmals als musikalische Vertretung zu Auftritten in ihre europäischen Partnerstädte.
Im Darmstadt-Krimi Rosengrab von Michael Kibler (2008) wird die Band erwähnt. Die zwei Hauptfiguren der Handlung bekennen sich darin als Shaqua Spirit-Fans und besuchen deren Auftritt beim Schlossgrabenfest.
Im Jahr 2019 wurde Shaqua Spirit im Geschichtsbuch "Ein Jahrhundert Darmstadt – Band 1: Kunst, Kultur und Kirche" verewigt.
Seit 2021 hat die Band mit dem US-Amerikaner Kevin Jones einen neuen Frontmann und Sänger. 

## Auszeichnungen
- 2003: Hessischer Rock & Pop Preis – 1. Preis
- 2003: Deutscher Rock & Pop Preis – Publikumspreis beim Bundesfinale in Hamburg
- 2004: Mannheim Music Award – 3. Preis